# Molac
Molac (en bretó Moulleg) és un municipi francès, situat a la regió de Bretanya, al departament d'Ar Mor-Bihan. L'any 2006 tenia 1.197 habitants.

## Demografia
| 1962                                       | 1968 | 1975 | 1982 | 1990 | 1999  |
| ------------------------------------------ | ---- | ---- | ---- | ---- | ----- |
| 879                                        | 940  | 907  | 949  | 913  | 1.007 |
| Des de 1962: població sense dobles comptes |      |      |      |      |       |

## Administració
| Període | Identitat             | Partit |
| ------- | --------------------- | ------ |
| 2001-   | Marie-Thérèse Luherne |        |